# Pōwehi

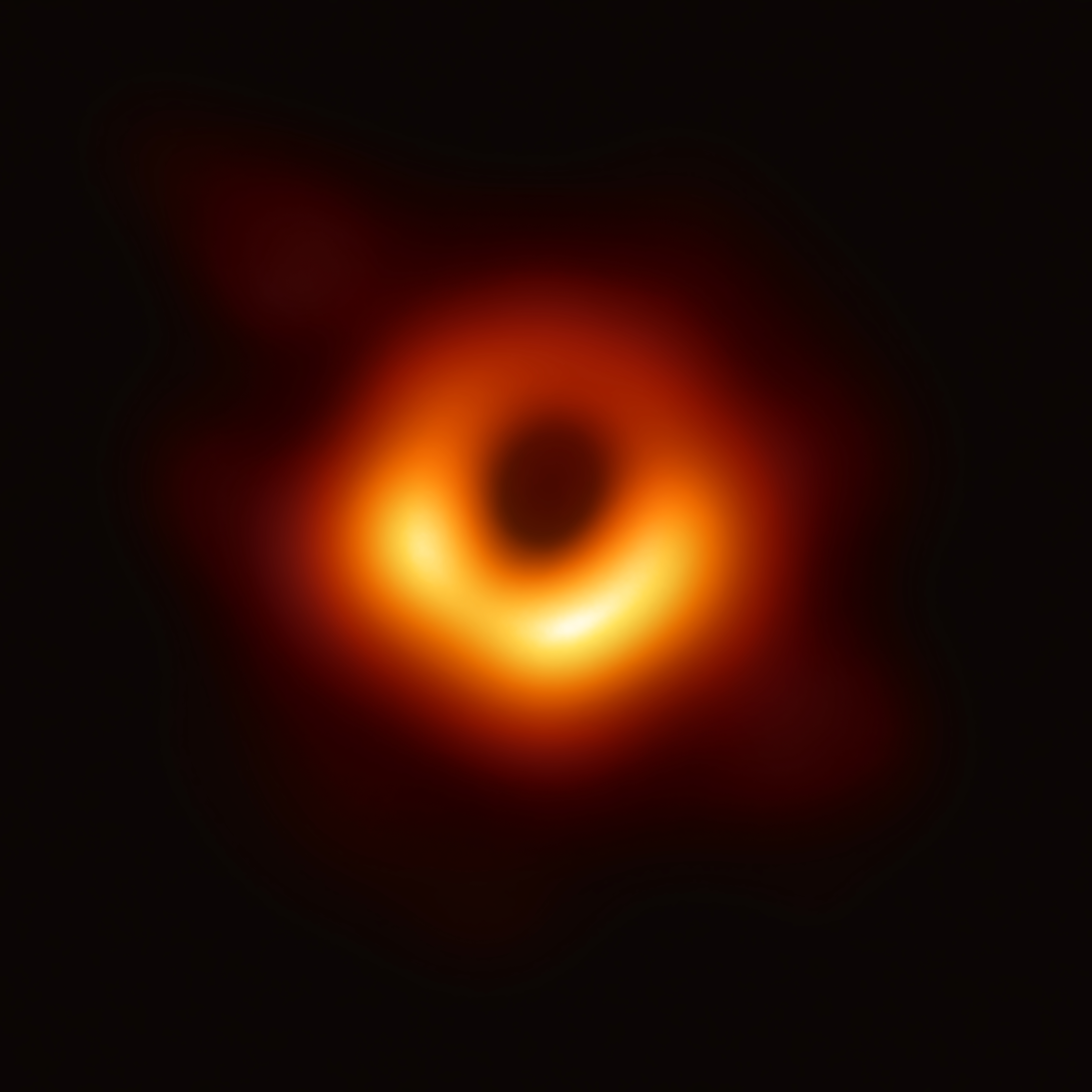
Imagem do Pōwehi divulgada ao mundo em 10 de abril de 2019

Pōwehi é o primeiro buraco negro a ter sido fotografado pelo homem. Localizado no centro da Galáxia elíptica Messier 87, ele teve sua imagem real divulgada ao mundo no dia 10 de abril de 2019.
A palavra Pōwehi tem origem no Kumulipo, um canto tradicional do Havaí usado para descrever a criação do arquipélago, e significa “embelezada fonte escura de criação sem fim”.
A captação da imagem foi possível graças ao projeto "Event Horizon Telescope (EHT), que é formado por uma rede de radiotelescópios espalhados pelo planeta. O ESO junto a um grupo de observatórios de rádio publicou os resultados de uma observação feita a partir de 9 radiotelescópios ao redor do mundo que juntos criaram um telescópio virtual com o diâmetro da Terra. As Imagens registradas em ondas de rádio em 2017 revelaram o horizonte de eventos e o disco de acreção ao redor do buraco negro, sua massa então foi estimada em 6,5 bilhões de vezes a do sol.